# Brookesia nana
Espèce
Brookesia nana est une espèce de sauriens de la famille des Chamaeleonidae, découverte en 2012 mais décrite officiellement en 2021.
Depuis sa description, elle est la plus petite espèce connue de sa famille,, les caméléons, et serait également la plus petite espèce des Reptiles, avec en moyenne 22 millimètres de long à l’âge adulte pour le mâle. Ce double titre était auparavant détenu par l'espèce Brookesia micra.
Endémique de Madagascar, elle fréquente le sol forestier sans être arboricole. Elle pourrait être menacée par la déforestation à Madagascar, et la perte de son habitat, résultant de cette déforestation, pourrait être à l'origine de sa miniaturisation, bien que cela ne soit pas avancé par les auteurs.
Sa petite taille et son endémisme expliqueraient que l'espèce n'ait pas été découverte plus tôt.

## Systématique
Brookesia nana sp. nov (litt. « nouvelle espèce Brookesia nana ») est décrite en 2021 par GLAW et al..

### Taxonomie
Le nom scientifique complet (avec auteur) de ce taxon est Brookesia nana Glaw et al., 2021.
La hiérarchie taxonomique de cette espèce, telle que donnée par ses auteurs, est la suivante :
- Ordre : Squamata Oppel, 1811
- Famille : Chamaeleonidae Rafinesque, 1815
- Sous-famille : Brookesiinae Angel, 1942
- Genre : Brookesia Gray, 1865
- Sous-genre : Evoluticauda Angel, 1942

### Découverte
| \| {{{4}}} \| Observation répertoriée de Brookesia nana. |
| {{{4}}}                                                  |

L'espèce a été découverte dans la région du massif de Sorata, au nord de Madagascar, par des scientifiques du Zoologische Staatssammlung à Munich. L'holotype, un mâle adulte complètement développé, a été collecté près d'un camp en décembre 2012. Un spécimen supplémentaire (paratype), une femelle adulte, a également été collecté à proximité de l'holotype.

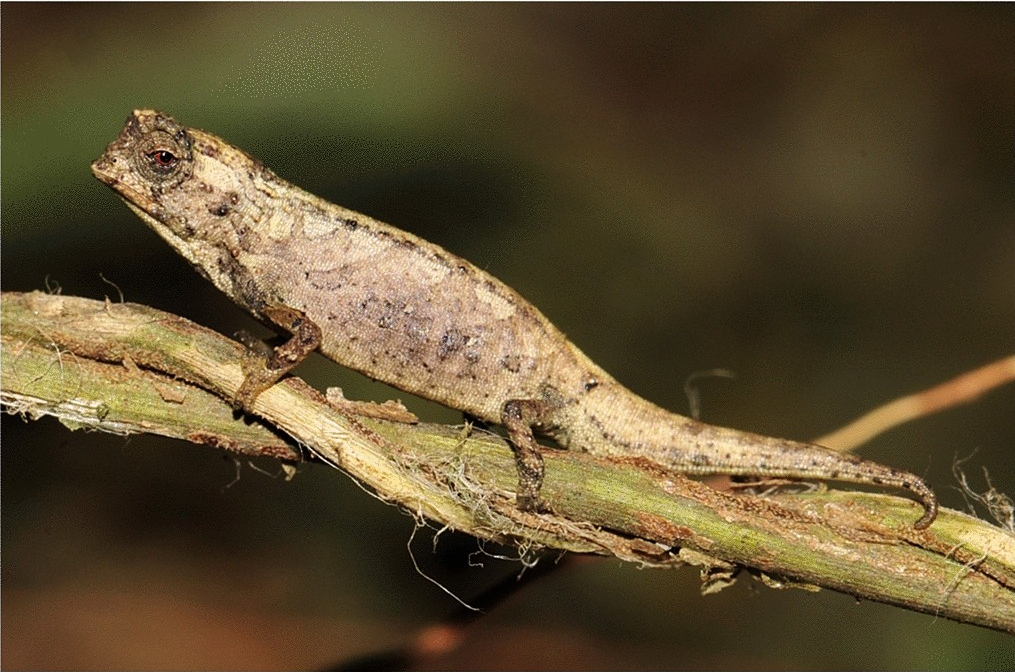
Brookesia nana mâle.
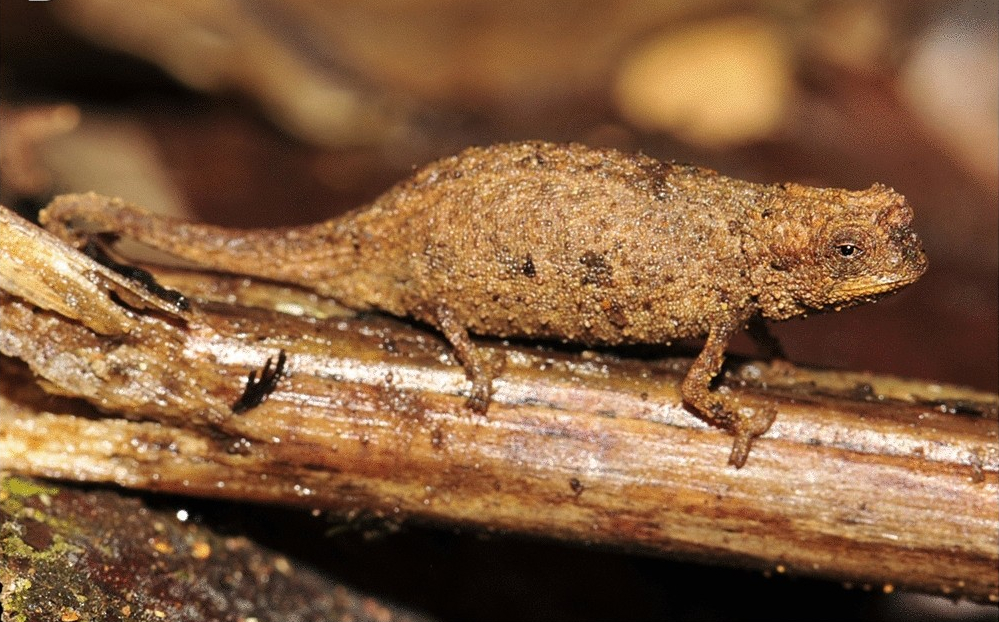
Brookesia nana femelle.

Sur la base de la petite taille du corps, de la queue relativement courte, des rangées de tubercules qui courent dorsolatéralement le long de la colonne vertébrale et d'une extension en forme d'épine dans la région de la hanche (colonne vertébrale pelvienne), l'espèce est attribuée au genre Brookesia.

### Description
Le corps de Brookesia nana possède les mêmes caractéristiques que ses cousins caméléons bien connus. Le mâle Brookesia nana est le reptile adulte le plus petit au monde : le mâle mesure à peine 13,5 millimètres du museau à la base de la queue et 21,6 millimètres en comptant la queue. L’hémipénis (organe sexuel) du Brookesia nana est très grand proportionnellement à sa taille. Il mesure 2,5 millimètres, soit 18,5 % de la longueur de l’animal. La femelle, elle, est de taille nettement supérieure au mâle, avec 19,2 millimètres du museau à la base de la queue et 28,9 millimètres en comptant la queue, détaille Frank Glaw dans la revue Scientific Reports. Ces deux spécimens restent les seuls découverts pour cette espèce.
Brookesia nana diffère des autres membres du genre par sa taille corporelle extrêmement petite et sa queue très courte et sans cornes par rapport à la longueur tête-corps. De plus, l'espèce a une extension en forme d'épine dans la région de la hanche au lieu du « bouclier de la hanche » typique (bouclier pelvien). Elle se distingue également par sa coloration de base brun pâle avec seulement des nuances légèrement plus foncées et l'absence d'épines dans la zone apicale des hémipénis.
Les mâles présentent une coloration de base brun pâle avec des taches beiges légèrement plus claires sur le dos, qui s'étendent en quatre bandes vaguement définies sur les flancs supérieurs, et parfois entrecoupées de petites taches et de tubercules noirâtres. Une autre tache beige est présente sur la partie avant de la tête. Deux bandes sombres vont de l'œil au coin de la bouche. L'extérieur des membres, légèrement plus foncé que le corps, est tacheté de brun à gris. Les paupières ont des rayures sombres. L'iris est rouge foncé.
La couleur de fond de la femelle est brune entrecoupée de tubercules, de taches et de taches de couleur plus foncée